# هانی توسوبی کیپرزاک
هانی توسوبی کیپرزاک (انگلیسی: Hanni Toosbuy Kasprzak؛ ۱۹۵۷ –) کارآفرین و سرمایه‌دار اهل دانمارک بود، که شرکت اکو را در سال ۱۹۶۳ تأسیس نمود.